# Mehdi Pashazadeh
Mehdi Pashazadeh (* 27. Dezember 1973 in Teheran) ist ein ehemaliger iranischer Fußballspieler und derzeitiger -trainer.

## Karriere als Spieler
Pashazadehs erster Verein war Esteghlal Teheran in seiner Heimat Iran. Der Defensiv-Allrounder wechselte 1998 zum ersten Mal nach Europa. Er versuchte sich bei Bayer 04 Leverkusen, jedoch konnte sich der Iraner bei Leverkusen nicht durchsetzen. 1999 wechselte er dann zum SC Fortuna Köln. Er wurde vom Werksklub Leverkusen an den Dom ausgeliehen. 2000 ging es dann zurück in die Heimat. Pashazadeh wechselte zu Esteghlal Teheran. Von der iranischen Hauptstadt aus ging es dann wieder nach Europa. 2003 klopfte der SK Rapid Wien an. Nach einer relativ erfolgreichen Comebacksaison im alten Kontinent wurde er in die Steiermark zum SK Sturm Graz ausgeliehen. Im Januar 2005 ging es dann zu VfB Admira Wacker Mödling, mit dem er 2006 in die zweitklassige Erste Liga abstieg. Nach der Saison 2006/07, in der er zusätzlich die zweite Mannschaft des Vereins betreute, beendete er seine aktive Laufbahn.

## Karriere als Trainer
Nachdem er die zweite Mannschaft von Admira Wacker Mödling trainierte, arbeitete er als Co-Trainer für den Verein. 2010 kehrte er in den Iran zurück und trainierte den Drittligisten Gostaresh Foolad Sahand FC aus Täbris. 2012 wurde er Trainer von Parseh Teheran. Aktuell trainiert er Shahrdari Tabriz FC, welcher in der zweiten Liga des Landes, der Azadegan League, spielt.

## Nationalmannschaft
Mit der iranischen Fußballnationalmannschaft nahm Pashazadeh im Jahr 1998 bei der Fußball-Weltmeisterschaft 1998 in Frankreich teil. Er spielte dreimal, unter anderem auch gegen die USA. Die Iraner schieden damals in der Vorrunde aus.